# Rue Auguste-Laurent
La rue Auguste-Laurent est une voie du 11e arrondissement de Paris, en France.

## Situation et accès
La rue Auguste-Laurent est une voie publique située dans le 11e arrondissement de Paris. Elle débute au 1, rue Mercœur et se termine au 140, rue de la Roquette.

## Origine du nom
Elle porte le nom du chimiste français Auguste Laurent (1807-1853). 

## Historique
Cette voie qui est indiquée sur le plan de Jouvin de Rochefort de 1672, est issue d'une partie de la rue de la Roquette qui se heurtait, jusqu'en 1818, à l'emplacement du couvent des Hospitalières de la Roquette, qu'elle contournait à l'est par un triple décrochement.
Ce triple décrochement constituait la rue des Murs-de-la-Roquette qui se terminait au XVIIIe siècle dans la rue des Amandiers.
Cette voie prend sa dénomination actuelle par arrêté du 11 mai 1904.